# غرانت لونغ
غرانت لونغ (بالإنجليزية: Grant Long)‏ مواليد 12 مارس 1966 في واين، هو لاعب كرة سلة أمريكي معتزل بدأ مسيرته الاحترافية في سنة 1988. تم اختياره من قبل فريق ميامي هيت خلال الدرافت وحمل الرقم 43. يبلغ طوله 6 قدم 8 بوصة (2.0 م). اعتزل اللعب في 2003. أحرز خلال مسيرته في الإن بي إيه 9518 نقطة بمعدل 9.5 نقاط في المباراة الواحدة.

## المسيرة الاحترافية
لعب مع ميامي هيت من سنة 1988 إلى 1995، ثم لعب مع أتلانتا هوكس من سنة 1994 إلى 1996، ثم لعب مع ديترويت بيستونز من سنة 1996 إلى 1998، ثم لعب مع أتلانتا هوكس في موسم 1998–1999، ثم لعب مع فانكوفر جريزليز من سنة 1999 إلى 2002، ثم لعب مع بوسطن سيلتكس في سنة 2003.

## روابط خارجية
- غرانت لونغ على موقع إن بي أي (الإنجليزية)
- غرانت لونغ على موقع سبورتس رفرنس (الإنجليزية)
- غرانت لونغ على موقع كرة السلة الأوروبية.كوم (الإنجليزية)
- غرانت لونغ على موقع إي إس بي إن.كوم (الإنجليزية)
- غرانت لونغ على موقع كلية كرة السلة في سبورتس رفرنس.كوم (الإنجليزية)
- غرانت لونغ على موقع ريلجم (الإنجليزية)
- غرانت لونغ على موقع بروبوليرز (الإنجليزية)